# Willa Hala w Milanówku
Willa Hala w Milanówku – zabytkowa willa zlokalizowana w Milanówku, przy ul. Warszawskiej 25 (tzw. rynek), w bezpośrednim sąsiedztwie dworca kolejowego.

## Historia
Obiekt pochodzi z 1911 roku i jest najstarszym elementem zabudowy komercyjnej tzw. rynku. Dostosowano go do przebiegu ulicy (półokrąg). Stylowo reprezentuje uproszczony modernizm, nosząc równocześnie cechy angielskiego budynku wiejskiego ("cottage"). Dzierżawiony był w swej historii przez rzemieślników i kupców. Oprócz sklepów i punktów usługowych mieścił też lokale mieszkaniowe (od podwórza i na piętrze). W podcieniach, które zostały zamurowane w 1947, funkcjonowała restauracja, a także sklep spożywczy Narcyza i Anny Rupniewskich. Od 1947 działał tu sklep "Bazar" Antoniego Przemyślaka.
Willa i większość obszaru przedwojennego Milanówka została wpisana do krajowego rejestru zabytków jako „zespół urbanistyczno-krajobrazowy” liczący około czterysta willi i budynków reprezentujących wartości historyczne.